# Heart to Heart
Heart to Heart ist ein US-amerikanischer Dokumentarfilm von 1949 unter der Regie von Gunther V. Fritsch. Das Manuskript zum Film stammt von Herbert Morgan, der den Film auch produzierte.  

## Handlung
Der Film setzt sich mit der steigenden Anzahl von Herzerkrankungen und Herzinfarkten auseinander und den damit zusammenhängenden Auswirkungen. Aufgeworfen werden die Fragen, inwieweit schlechte Ernährung, mangelnde Bewegung und Stress im täglichen Leben, Herzerkrankungen begünstigen und ansteigen ließen. 

## Produktion
Gedreht wurde am Los Angeles County-USC Medical Center in Los Angeles in Kalifornien. Der Film wurde am 20. April 1949 erstmals in den USA gezeigt.

## Auszeichnungen
- 1949 war Herbert Morgan mit Heart to Heart für den Oscar nominiert in der Kategorie „Bester Dokumentarkurzfilm“[2]

Die Auszeichnung ging an die U.S. Army für Toward Independence.